# I-TEC Maverick

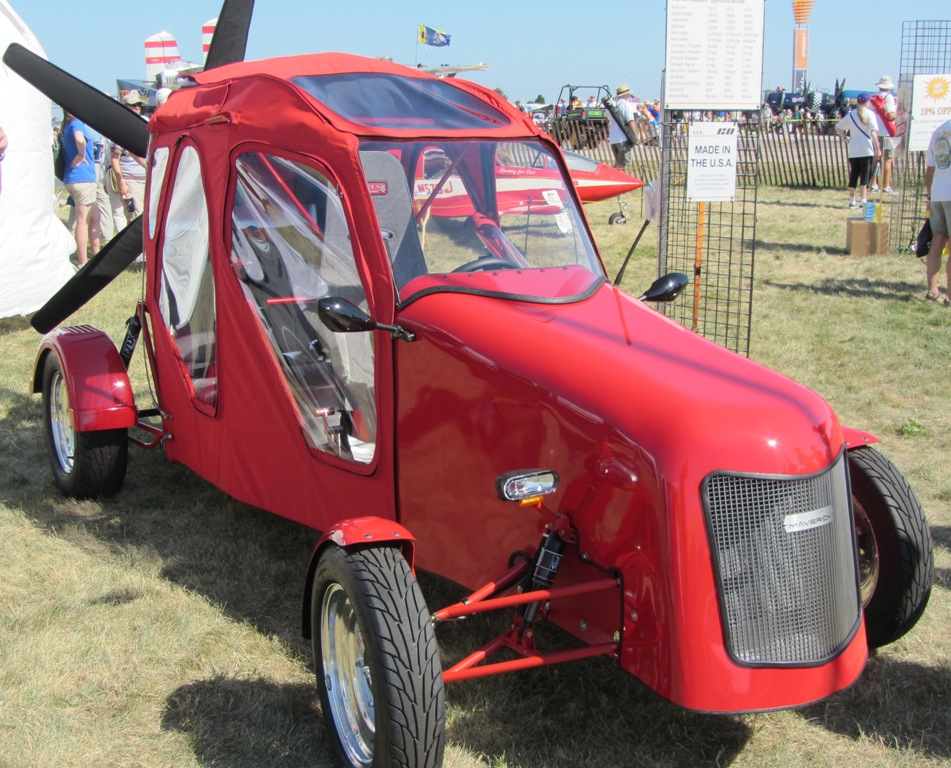
Gleitschirm-basiertes Flugauto I-TEC Maverick, 2012

Das I-TEC Maverick ist ein gleitschirmbasiertes Flugauto, das mit vier Rädern ausgestattet als Auto z. B. in Florida zugelassen werden kann. Es wurde von dem amerikanischen Missionar und Techniker Steve Saint ursprünglich für das Erreichen entlegener Gebiete in Ecuador entwickelt und ist seit dem 28. September 2010 durch die FAA in den USA als leichtes Sportflugzeug zugelassen. Es kostet mit Stand vom 23. Januar 2015 in den USA etwa 83.400 Euro. 

## Versionen und Technische Daten
| Kenngröße          | Maverick URVATV                                    | Maverick HPAV                                   | Maverick HPRATV                                 | Maverick XTRV                         |
| ------------------ | -------------------------------------------------- | ----------------------------------------------- | ----------------------------------------------- | ------------------------------------- |
| Abkürzung          | Ultimate Roadable, All-Terrain, Aerial Vehicle     | High Performance Aerial Vehicle                 | High-Performance, Roadable, All-Terrain Vehicle | Xtreme Roadable Vehicle               |
| Grundeigenschaften | Ursprüngliches Modell, geländegängig und flugfähig | kein Radgetriebe, leistungsstarkes Luftfahrzeug | geländegängig, für Flug größerer Umbau nötig,   | extrem geländegängig, nicht flugfähig |
| Besatzung          | 1                                                  | 1                                               | 1                                               | 1                                     |
| Passagiere         | 1–2                                                | 1–2                                             | 1–2                                             | 2                                     |
| Flügelfläche       | Gleitschirm                                        | Gleitschirm                                     | ggf. Gleitschirm                                | keine                                 |